# Ronny Cox
Daniel Ronald Cox, conhecido por Ronny Cox (Cloudcroft, 23 de julho de 1938) é um ator, escritor, cantor e guitarrista estadunidense.
Cox teve relativo sucesso no cinema nos anos 70 e 80, tendo papéis de destaque nos seguintes filmes: Deliverance (1972), Um Tira da Pesada (1984), Robocop (1987) e O Vingador do Futuro (1990).
A partir dos anos 90, declarou que deixaria a carreira de ator em segundo plano, focando na carreira musical como cantor e compositor. Ele se apresentou durante muitos anos em teatros e festivais nos EUA.

## Filmografia
- 2009 - Imagine Só! (Imagine That)
- 2001 - Jovens Justiceiros (American Outlaws)
- 1999 - Do Fundo do Mar (Deep Blue Sea)
- 1999 - Forças do Destino (Forces of Nature)
- 1990 - O Vingador do Futuro (Total Recall)
- 1990 - Uma Cômica Invasão (Martians Go Home)
- 1987 - Amazonas na Lua (Amazon Women on the Moon) (não creditado)
- 1987 - Robocop - O Policial do Futuro (RoboCop)
- 1987 - Um Tira da Pesada 2 (Beverly Hills Cop II)
- 1984 - Um Tira da Pesada (Beverly Hills Cop)
- 1980 - The Last Song
- 1979 - Assassinato a Sangue Frio (The Onion Field)
- 1977 - O Carro Fantasma (The Car)
- 1976 - Esta Terra é Minha (Bound for Glory)
- 1972 - Amargo Pesadelo (Deliverance)

## Discografia
1. Ronny Cox (1993)
2. Acoustic Eclectricity (2000)
3. Cowboy Savant (2002)
4. Ronny Cox Live (2004)
5. Ronny Cox at Sebastine Theatre (2006)
6. Ronny Cox: Songs, Stories... and Out & Out Lies (2006)
7. How I love them old songs... (2008)
8. "Songs... with Repercussions" (2009)